# Kakumeiki Valvrave
Kakumeiki Valvrave (яп. 革命機ヴァルヴレイヴ, англ. Valvrave the Liberator, укр. Визволитель Валврейв) — аніме-серіал у жанрі меха студії Sunrise 2013 р. У Північній Америці аніме ліцензоване Aniplex of America та випущено з англомовними субтитрами Crunchyroll і Hulu. Kakumeiki Valvrave має чотири манги-адаптації та два ранобе.
Сюжет розгортається у помірно далекому майбутньому між трьома фракціями людства, 70 % якого емігрували з Землі у космос. Події зосереджені на учні старшої школи нейтральної держави Джіор, її пілоти володіють найбільш передовими технологіями, зокрема механізмом Валврейв, щоб зупинити військові сили Дорсії.
Трансляція першого сезону тривала з 12 квітня по 28 червня, другого — з 10 жовтня по 26 грудня 2013 р.

## Сюжет

### Синопсис
Події розгортаються напередодні великого конфлікту у помірно далекому майбутньому на планеті Земля. Зрозуміти, коли саме відбувається сюжет, важко через відсутність чіткої хронології, хоча відомо, що з Землі вже емігрувало понад 70 % населення, яке розселилося на інших планетах Сонячної системи й у сфері Дайсона, побудованої навколо Сонця.
Триває 71-й рік Істинної Ери (яп. 真暦). Світ поділений між двома наддержавами — Дорсіанська Федерація Військового Договору (яп. ドルシア軍事盟約連邦 англ. Dorssia Military Pact Federation) та Сполучені Штати Атлантичного Кільця (яп. 環大西洋合衆国, англ. Atlantic Ring United States, скор. ARUS) — і маленькою нейтральною державою Джіор (яп. ジオール, англ. JIOR), яка процвітає економічно.

### Перший сезон
У тому ж році у сферу Дайсона, побудованої Джіором, вторгаються збройні сили Дорсії. Харуто Токісіма, учень старшої школи, який живе у сфері «Модуль 77», знаходить загадковий меха Валврейв (яп. ヴァルヴレイヴ, англ. Valvrave). Хлопець стає пілотом, щоб боротися з силами Дорсіанської Федерації та завдає ворогу нищівної поразки. Фракція СШАК має свої плани: забрати Валврейв для масового виробництва останнього у війні. Коли збройні сили Дорсії знову наблизилися до Джіора, студенти школи Сакіморі оголосили про незалежність «Модуля 77».

### Другий сезон
Новий Джіор досяг нейтральної території Місяця, проте міжнародне визнання його незалежного статуса залишається вкрай дискусійним. Стан Харуто Токісіми погіршується, з'ясовується, що Валврейви енергетично заряджається за допомогою т. зв. рун, а для цього треба нападати на людей. Тим часом таємнича організація Магіус починає діяти.

## Персонажі

### Головні
- Харуто Токісіма (яп. 時縞 ハルト)

Геополітична ситуація світу майбутнього згідно з сюжетом аніме-серіалу Valvrave the Liberator.

Центральний чоловічий персонаж, 17-річний учень старшої школи, який завжди намагається уникати конфліктів, стверджуючи, що боротьба — не найкращий спосіб вирішення проблем. Таким чином, він відображається у вигляді надзвичайно добродушної людини. Зазвичай таких називають тими, хто пливе за течією, Токісіма рідко робить що-небудь з власної волі, часто просто підкоряється командам інших. Попри це, коли у нього є ціль, він може викладатися на 100 %, що і сталося під час вторгнення дорсіанців: його подруга Сьока потрапляє під лазерний промінь, це стає каталізатором для хлопця помститися за допомогою таємничої зброї меха Валврейв. На борту кібернетичної машини перед пілотом у консолі постає запитання з пропозицією «відмовитися від своєї людяності», Харуто відповідає позитивно, йому вдається змусити робота рухатися, причому у школяра вводиться загадкова речовина.
Харуто має почуття до Сьоки Сакінамі та вирішує сказати дівчині про це у першому епізоді, але спроба переривається дорсіанським вторгненням. Дізнавшись, що вона жива в епізоді 2, під час зустрічі з нею, він вирішує не зізнаватися у коханні, тому що не вважає себе більше людиною, побоюючись своїх надздібностей, підсумувавши: «монстри не мають право висловити свої почуття».
Наздібності Харуто дозволяють йому контролювати Валврейв, дають особливі регенеративні здібності та можливість перенести свій розум в тіло іншої людини (через укуси голої шкіри), контролювати останнє. Потенційна ціль залишається без свідомості після цього, допоки Токісіма не повернеться у власне тіло. Токісіма має чудові навички пілотування, що демонструється в першій серії, коли той знищив кілька одиниць повноцінних солдатів з набагато більшим бойовим досвідом. Будучи наполовину Магіусом, Харуто здатний поглинати руни від людей, кусаючи безпосередньо їх голу шкіру, ця здатність необхідна для того, щоб контролювати валврейви. Крім безсмертного тіла, Токісіма отримав особливі відхилення у вигляді стану берсерка, він перестає себе контролювати, проявляє тенденцію атакувати інших людей. З розвитком сюжету ясно, що він втрачає контроль над своїм тілом все частіше, в цьому стані він вчинив насильство над Сакі, вступивши з нею у сексуальний контакт, як скажений звір. У зв'язку з цим інцидентом Харуто відчуває провину, але готовий взяти на себе відповідальність: наприкінці епізоду 11 запропонував Сакі вийти заміж за нього, проте отримав відмову.
Паралельно з'ясовується, що чим частіше Харуто пілотує Валврейв, тим більше спогадів втрачає. При виявленні правди про Магіус Токісіма використовує всі свої руни, щоб перемогти лідера дорсіанців Каїна Дрессела. Він помирає в останній серії на руках Ел-Ельфа. У майбутньому статуя Харуто знаходиться в меморіальному ядрі Нового Королівства.
- Ел-Ельф Карлштейн (яп. エルエルフ・カルルスタイン)

Таємний агент дорсіанської армії, відмінний стратег (його прогнози схожі на пророчі за своєю природою) та неперевершений боєць. Ім'я означає L11 німецькою мовою. Спочатку посланий разом з іншими трьома солдатами керівництвом ДФВД, щоб проникнути у Сферу Джіора й захопити зброю Валврейв. Після першої битви намагався вбити Харуто і став вважатися зрадником Дорсії, бо Токісіма взяв під контроль його тіло.
До подій серіалу Ел-Ельф жив суворим життям, в якому всю його сім'ю вбили у нього на очах у віці 6 років, пізніше потрапив у дорсіанський концентраційний табір, став найкращим випускником інституту Карлштейна. У СШАК після Новогвінейського конфлікту Ел-Ельф відомий як «Людина-армія» через те, що убив 500 солдатів поодинці. Стверджуючи, що має намір спричинити революцію у Дорсії, намагається переконати Харуто стати на його бік. Ел-Ельф виявив у модулі 77 інші меха типу Валврейв і таємно провів Харуто та Сакі до інших роботів. Пізніше використовує Сакі як піддослідного кролика для перевірки сумісності з Валврейвом і робить висновок, що студенти в академії були попередньо обрані для плану за участю валврейв-одиниць.
Ел-Ельф — холодна та прагматична людина з інтелектом генія, спостережливий і розважливий. Його вчинки часто збивають з пантелику багатьох персонажів серіалу. Обдарованість до тактичного прогнозу та швидке розуміння навколишніх обставин, пророкування з надлюдською точністю часто призводить до повороту подій на його користь. Здатність розраховувати, порівнювати всі плюси та мінуси у поєднанні, якщо необхідно, з жорстокістю і нещадністю на полі бою зробили його одним з найнебезпечніших тактиків і бійців, попри свої 17 років. Проте хоча він і приховує свої емоції, насправді він їх не позбавлений. Завжди носить з собою фотографію дорсіанської принцеси Лізелотти, вона врятувала йому життя у дитинстві, що стало першим і єдиним актом прояву найчистішої доброти, яке L11 пам'ятатиме протягом свого життя. Ця дівчина для нього є важливою з огляду на те, що його тіло під контролем Харуто рефлективно плаче.
Його тренером був Каїн Дрессел, а справжнє ім'я — Міхаель. Дізнавшись, що Лізелотта — Магіус, Ел-Ельф погоджується з Харуто створити світ, де люди і магіуси зможуть жити у мирі. У фінальному епізоді зі сльозами на очах визнає, що Токісіма — його друг. В епілозі на весіллі Сатомі і Такахі він показаний в імператорському одязі.
- Сьоко Сакінамі (яп. 指南 ショーコ)

Донька прем'єр-міністра Джіора, подруга дитинства й однокласниця Харуто, в яку закоханий останній. Вона також знає про його почуття і готова відповісти взаємністю, але розмова переривається дорсіанським вторгненням. Під час нападу Дорсії Сьоко спробувала врятувати цивільних, які застрягли всередині автомобіля. Коли дівчина відкрила двері, поруч ударив лазерний промінь, її гіпотетична смерть у першому епізоді стала причиною для Харуто пілотувати Валврейв. Пізніше, у другій серії, виявляється, що їй вдалося потрапити всередину авто в останній момент, і лазерний промінь тільки поховав автомобіль під землею та сміттям.
Поки решта частина Джіору залишається під контролем Дорсіанської Федерації та після зради СШАК, вона переконує інших студентів проголосити модуль, де знаходиться академія Сакаморі, в ролі незалежної держави під назвою Новий Джіор, використовуючи Валврейв як геополітичний важель проти обох наддержав. Наприкінці десятого епізоду обрана прем'єр-міністром. Під час своєї кандидатської промови дівчина сказала, що хоче зізнатися у коханні декому після закінчення війни. Батько Сьоки загинув від клинка-харакірі Токісіми.
Сьоко Сакінамі — дуже весела особистість, близька (і перша) подруга Акіри Ренбокодзі. У серіалі показано, як вона намагалася співати, щоб підбадьорити школярів, коли вимкнулась електрика, і вони перебували у хаосі. Теж саме дівчина робить, пропонуючи провести шкільний фестивалю під час війни у своїй простій кандидатській промові на посаду прем'єра. У вирішальні моменти дівчина може бути хороброю і погрожувати дорослим, щоб ті пристали на її пропозицію.
Після того як дізнається про таємницю Харуто, здає його та Ел-Ельфа СШАК в обмін на життя своїх підлеглих, оскільки більше не довіряє Токісімі. Пізніше дізнається від Піно, що причина Харуто перетворитися на каміцукі — помститися за її гіпотетичну смерть в епізоді 1, дівчина у розпачі розридалася від такого одкровення. Глибоко сумувала у зв'язку зі смертю друга дитинства, проте намагається виглядати сильною заради громадян. У майбутньому стала пілотом Valvrave I замість Харуто та здобула безсмертя, охороняючи залу пошани героїв Третьої галактичної імперії.
- Сакі Рукіно (яп. 流木野 サキ)

Молода дівчина 15-18 років з прекрасними рисами зовнішності, що складаються з довгого шовковистого темного волосся, фіолетових очей і блідої шкіри, носить традиційну для академії Сакіморі уніформу з пари чорних гольфів, світло-коричневих чоботів і білої прикраси для волосся.
Народний кумир, яка виросла осторонь через кар'єру, у зв'язку з чим вона холодна і ненавидить спілкування з іншими людьми. Через кар'єрне падіння Рукіно тяжіє до того, щоб її визнавали оточуючі, та хоче слави. Має антипатію до інших, коли ті погано говорять про неї, недовіру стосовно дорослих через своє хворобливе минуле.
Вона і Токісіма освоюють інші моделі Валврейвів, сховані у модулі 77. Сакі входить у кабіну, стає пілотом Валврейва 4 (код VVVIV), який назвала «Кармілла», в неї вводиться та ж субстанція, що і в Харуто, таким чином, вона отримає ті ж права, що й він (гарні навички пілотування, обмін тілами).
У пізніх епізодах до Харуто в Рукіно розвиваються романтичні почуття. У 5 серії пообіцяла, що нікому не розкаже про його таємницю, але в обмін несподівано поцілувала, є однією з небагатьох людей, хто знає про «вампірські» надздібності Харуто. Сакі стає ревнивою, коли Сьоко та Токісіма знаходяться разом. У 10 серії фактично дозволяє Харуто, який знаходився у стані берсерка, зґвалтувати її, не пручаючись і обіймаючи його. Після інциденту намагається приховати байдужістю свої спражні емоції, зменшити провину Харуто, сказавши йому, що він не несе відповідальності за те, що сталося між ними. Була здивована, коли хлопець зробив їй пропозицію, та відмовила, мотивуючи тим, що для ідола переслідування — цілковита норма, і вона хоче зберегти свій образ, щоб не бути прив'язаною тільки до однієї людини. Паралельно дівчина не зізнається у коханні, зберігаючи все в собі, бо знає про почуття Харуто до Сьоки. Відверто заздрить Сакінамі, зокрема, в останній серії із жалем в голосі говорить, що було б непогано, якби Харуто втратив трохи спогадів, бо тоді б вона і Сьоко були б на рівних.
Сакі — перший персонаж, показаний у флешфорварді в майбутньому в ролі пілота, пізніше — наставника для невідомого молодого хлопчика. Вона досі пам'ятає про обіцянку, яку заключила з Харуто, є пілотом Валврейва і бореться з невідомим ворогом. Рукіно часто розмовляє з молодим принцом, розповідаючи йому про війну з магіусами. Є героїнею манги Ryūsei no Valkyrie, що досліджує її роль в серіалі та передісторію.
- Кюма Інудзука (яп. 犬塚 キューマ)

18-річний старшокласник, надійний друг Харуто і його однокласників. Постійно думає про те, як заробити гроші і сподівається стати найбагатшою людиною в майбутньому. Володіє таємницею про «вампірські» здібності друга. Його часто показують у парі з Айною, яка є його близькою подругою.
Добрий і доброзичливий хлопець, завжди допомагає своїм друзям, вольовий і спокійний перед випробуваннями. Таємно був закоханий в Айну та не встиг зізнатися у своїх почуттях. Коли Айна померла, Інудзука був тим, хто найбільше страждав від цієї трагедії. Виявив тіло Сакурай в епізоді 7. Став пілотом Valvrave 5, щоб помститися. В 11 серії став міністром фінансів Нового Джіора. Помер в епізоді 21, коли він вибухає разом зі своїм валврейвом, жертвуючи собою, щоб захистити студентів під час різанини, навіть якщо вони називають пілотів валврейвів монстрами.
У майбутньому статуя Кюми знаходиться в меморіальному ядрі Нового Королівства.
- Райзо Ямада (яп. 山田 ライゾウ)

Старшокласник, постійний правопорушник академії Сакіморі. На прізвисько «Грім» він очолює банду невдах, має запальний характер, але піклується про своїх друзів, заздрить популярності Токісіми. Відомий своїм брутальним запальним характером і наполегливістю в отриманні потрібних йому речей. Допомагав Юсуке виправити клімат-контроль у модулі 77.
В епізоді 9 став пілотом Валврейва III (Hikaminari), щоб помститися за свого друга, який помер в результаті нападу дорсіанців. Пізніше в епізоді 11 Ямада назвав свого меха «Нобу блискавка» на честь друга і себе. Під час другого сезону Ямада працює з Харуто, Акірою, Сакі й Ел-Ельфом, щоб викрити природу магіусів. Помирає в епізоді 23 від рук Ку-В'єра, захищаючи Акіру.
У майбутньому статуя Ямади знаходиться в меморіальному ядрі Нового Королівства.
- Акіра Ренбокодзі (яп. 連坊小路 アキラ)

Сором'язливий, але кваліфікований хакер, молодша сестра Сатомі, ховається у картонному будинку в прихованій області академії та працює з декількома комп'ютерами, по суті є хікікоморі. Була тією людиною, хто розмістив в Інтернеті інформацію, що саме Харуто був пілотом Валврейва. Також від неї Сьоко дізнається про зраду СШАК, підслухавши передачу військовиків, кодування якої зламала Акіра.
Акіра дуже боязка та схильна до екстремальних нападів тривоги всякий раз, коли її запитують приєднатися до решти та вийти зі схованки. Спочатку боялася присутності інших людей, поступово відкривається Сьоко Сакінамі. Її страх перед зовнішнім світом викликаний травматичним досвідом цькування в середній школі, вона була спіймана на зламі комп'ютерної системи престижної академії (куди Сатомі складав вступні іспити), щоб її брат міг бути допущений. Однак, як тільки Акіра починає проявляти довіру до людини, вона робить все можливе, щоб стежити за нею. У неї рішуча воля щодо безпеки інших людей, як тільки вона розуміє, що хтось потребує захисту, дівчина відкидає всі страхи та поспішає на допомогу. В епізоді 12 стає пілотом Валврейва VI.
У майбутньому Акіра, схоже, позбувалася своєї тривожності, вона впевненіша у собі особа. Також Ренбокодзі — хрещена невідомого молодого хлопчика-принца.

### Академія Сакіморі
- Айна Сакурай (яп. 櫻井 アイナ)

Турботливива та сором'язлива першокурсниця академії Сакаморі. Айна — близька подруга Харуто та Кюми, одна з перших, хто дізнався про здібності Токісіми. Вважає його святим, якого великим даром нагородив Бог. Також раніше Айна подружилася з Рукіно Сакі, завжди ставилася до неї, як до нормальної людини, а не знаменитого ідола. Хоча Кюма мав романтичні почуття до Айни, мається на увазі, що вона не відчувала те ж саме, при цьому сюжет натякає, що їй подобався Харуто, дівчина намагалася змусити його відчувати себе впевненішим, тримаючи за руку (почервонівши згодом). Убита в епізоді 7 після того, як потрапила у перехресний вогонь Ел-Ельфа та Ку-В'єра. Під час боротьби з дорсіанцями у критичний момент з'явився її дух і сказав Кюмі жити та перемогти.
- Марі Нобі (яп. 野火 マリエ)

Найкраща подруга Сьоко. Всупереч дитячій зовнішності Марі зріла емоційно і не боїться повідомляти іншим свою думку. В першому сезоні Марі служить другорядним персонажем, вона — тиха дівчина, яка допомагає Сьоко Сакінамі вирвати телефон з рук Харуто, та просто спостерігає за однокласниками. Страждає від амнезії і не має спогадів перед навчанням в академії Сакіморі. В епізоді 11 стала міністром внутрішніх справ Нового Джіора.
У другому сезоні Марі взяла участь у земній розвідувальній місії Нового Джіора в надії повернути собі пам'ять. Пізніше виявляється, що її амнезія є прямим результатом дій штучного інтелекту Піно, що споживала руни на ранніх стадіях проекту VVV, де дівчина була використана в ролі льотчика-випробувача. Формально вона перший (оригінальний) пілот Valvrave I. Марі здатна значно посилити здібності першого валврейва. Має високий ступінь регенерації. Коли нові джіорці зіткнулися з дорсіанською армією та опинилися у скрутному положенні, Нобі вирішила пілотувати Valvrave I. Померла через вичерпання своїх життєвих сил і спогадів.
- Юсуке Отамая (яп. 霊屋 ユウスケ)

Однокласник Харуто, лідер хлопців Культурного клубу, добре обізнаний про речі, що стосуються технологій. Дехто вважає його ботаніком. Він і Райзо спільно лагодили клімат-контроль у модулі 77.
Оскільки він геній інженерії, тому має великі знання про їх будову та функції. Проявив велику прихильність до роботів Valvrave, транспортних засобів, зброї. Коли система модуля 77 стала несправною, він той, хто зрозумів проблему джерела і встановив його. Його технічна здібність підтверджена вчителем Кібукавою. Вони обидва чудово розуміють одне одного, коли мова йде про машини. В епізоді 11 Юсуке став міністром освіти та науки Нового Джіора.
- Сатомі Ренкободзі (яп. 連坊小路 サトミ)

Президент студради і старший брат Акіри, якою він дорожить найбільше. З гарним обличчям, елегантною поведінкою, підвищеною спостережливістю, часто демонструє характер лідера, але, як правило, безпорадний у кризових ситуаціях. Його слабкість — красиві дівчата. Перебуває у близьких стосунках з Такахі.
Постійно знаходився під тиском своїх батьків, щоб скласти іспит і потрапити в одну з найкращих державних шкіл. Коли Акіру виявили, яка зламала базу даних іспиту, через нього молодша сестра пережила багато знущань, а він дистанціювався від неї. Пізніше Сатомі постійно намагається спокутувати свою провину, намагаючись захищати Акіру.
Сатомі був найкращим учнем протягом 3 років і лідерською фігурою серед інших студентів, але програв Сьоко під час виборів прем'єр-міністра Нового Джіора в останній момент. В епізоді 11 став генеральним секретарем кабінету міністрів Нового Джіора.
Він став другою людиною, показаним у флешфорварді, разом з «принцом» та Сакі. Сатомі тепер безсмертний, оскільки сюжет розгортається більш ніж на 200 років у майбутньому після встановлення оригінальної історії. Після битви і створення Третьої галактичної імперії одружився з Такахі Ніномією.
- Такахі Ніномія (яп. 二宮 タカヒ)

Студентка-третьокурсниця, лідер спортивного дівчачого клубу академії Сакіморі. Пишається тим, що має статус «Міс Сакіморі» останні 2 роки. Тримає благородну ауру навколо себе та має гарну зовнішність. Завжди діє як дівчина вищих щаблів суспільства в академії, з заможної сім'ї. З Сатомі Ренбокодзі її пов'язують (або пов'язували) романтичні відносини. Негативно ставиться до Рукіно та одягається вельми показово, щоб підтримати Харуто, як уболівальниця. Коли Рукіно володіла тілом Токісіми, висміяла Такахі, в результаті чого у Ніномії з'явилася нервова та дивна поведінка стосовно першого пілота валврейвів. В епізоді 11 стала міністром закорждонних справ Нового Джіора. Наприкінці 24 серії вийшла заміж за Сатомі Ренбокодзі.
- Такумі Кібукава (яп. 貴生川 タクミ)

Викладач фізики в академії Сакіморі, але через його недбале ставлення до всього багатьом важко бачити його в ролі члена факультету. В епізоді 5 з'ясовується, що він знав людей, які працювали з валврейвами, і сам був одним з науковців, хто брав участь у цьому проекті. Такумі зізнається: співробітники академії (за винятком Ріон Нанами) і всі дорослі модуля 77 були солдатами Джіора.
- Ріон Нанамі (яп. 七海 リオン)

Вчителька фізкультури академії Сакаморі, не пов'язана з проектом Валврейв. Через її привабливість і фізичні особливості має популярність серед студентів чоловічої статі. Вона і вчитель Кібукава мають близькі стосунки, хоча останній завжди ставиться до дівчини, як до дитини. В епізоді 11 стала міністром з питань охорони здоров'я та соціального забезпечення Нового Джіора.
- Іорі Кітагава (яп. 北川 イオリ)

Віце-президент студентської ради. Закохана в Сатомі Ренбокодзі.
- Дзюто Баншо (яп. 番匠 ジュート)

Чоловічий персонаж, який з'являється в Kakumeiki Valvrave. Студент академії Сакіморі.
- Ері Ватарі (яп. 亘理 エリ)

Жіночий персонаж, який з'являється в Kakumeiki Valvrave. Близька подруга Такахі Ніномії та Лілі Ямамото.
- Лілі Ямамото (яп. 山元 リリイ)

Жіночий персонаж, який з'являється в Kakumeiki Valvrave. Близька подруга Такахі Ніномії й Ері Ватарі.
- Йохей Онай (яп. 女井 ヨウヘイ)

Студент академії Сакіморі. Убитий, коли Джеффрі Андерсон наказав знищити всіх жителів модуля 77.
- Сайя Весугі (яп. 上杉 セイヤ)

Чоловічий персонаж, який з'являється в Kakumeiki Valvrave. Один з друзів Юсуке Отомаі.
- Тору Міямачі (яп. 宮町 トオル)

Чоловічий персонаж, який з'являється в Kakumeiki Valvrave. Один з друзів Юсуке Отомаі.
- Мідорі Акаісі (яп. 赤石 ミドリ)

Студентка академії Сакіморі та член студентської ради.
- Масанобу Сакагамі (яп. 坂上 マサノブ)

Нобу, справжнє ім'я — Сакагамі Масанобу або Кадземото Нобутеру в манзі — друг Райзо Ямади, який помер під час першої атаки Дорсії на модуль 77. Його смерть стала стимулом для Райзо пілотувати Валврейв, щоб помститися. Свій меха Ямада назвав на честь Сакагамі — «Нобу Блискавка».
Перед тим, як Нобу зустрів Райзо, він був відомим хуліганом, але в Сакіморі доклав усіх зусиль для навчання. У майбутньому статуя Нобу знаходиться в меморіальному ядрі Нового Королівства.

### Дорсіанська Федерація Військового Договору
- А-Драй (яп. アードライ)

Дорсіанський агент з сильним суперництвом з Ел-Ельфом. Його ім'я означає A3 німецькою мовою. Він втрачає ліве око, після того, як вистрілив по Ел-Ельфу, одержимого Харуто.
- Лізелотта (яп. リーゼロッテ)

Принцеса Дорсії. У дитинстві мала рожеве волосся з двома бантами. Її очі червоного кольору з двома маленькими маркіровками під очима. Вона врятувала 7-річного Ел-Ельфа у 61 році Істинної ери, давши йому «половину свого життя», коли дала йому відрізану частину свого волосся. Цей маленький акт доброти став важливим епзодом у житті Ел-Ельфа, тому що він був у постійних бігах від дорсіанських солдатів. Роки потому його прагнення до революції є спробою звільнити принцесу, яка знаходиться під замком.
Спочатку показано, що Лізелотта сидить у темній кімнаті, слабо освітленій сонцем з вулиці. Наразі використовується в ролі політичного заручника через військовий переворот, що відбувся у Дорсії 12 років тому.
- Ку-В'єр яп. クーフィア

Інший дорсіанський агент. Молодий радикальний хлопчик, хто обожнює війну та вважає її грою, не вагаючись, вбиває свої жертви, постійно шукає будь-яку можливість, щоб боротися чи знищувати ціль. Його ім'я означає Q4 німецькою мовою.
- Каїн Дресел (яп. カイン)

Командувач Дорсіанської Федерації. Має загадковий знак на шиї, що пов'язаний з валврейвами, та щось знає про джерело сили і функціонування цих механізмів. Наставник Ел-Ельфа. У кінці першого сезону захопив контроль над VVV-2. За його словами, він є членом Магіуса протягом десяти років, організації, що править світом з тіні.
Каїн — холодний і розважливий чоловік з великою силою, що перевершує навіть Ел-Ельфа. Схожий на Харуто та його друзів, але володіє й іншими силами, зокрема, створенням зеленої аури, що дозволяє йому літати і захищатися.
- Амадеус К. Дорсія (яп. アマデウス・K・ドルシア)

Фюрер Дорсії. Учасник організації Магіус.

### Сполучені Штати Атлантичного Кільця
- Фігаро (яп. フィガロ)

Сенатор СШАК. Стверджував, що допоможе студентам евакуюватися, але цікавить його тільки Валврейв. Пізніше убитий, перебуваючи на борту корабля СШАК.
- Президент СШАК (яп. ARUS大統領)

Президент Сполучених Штатів Атлантичного Кільця, учасник таємничої організації Магіус.

### Джіор
- Рюуудзі Сашінамі (яп. 指南 リュージ)

Колишній прем'єр-міністр Джіора і батько Сьоко. Засуджений до смертної кари 54-м дорсіанським трибуналом через те, що проголошував про нейтралітет Джіора, в той час як таємно дозволяв функціонувати проекту Валврейв. Пізніше погрожував адміралу Вартенбергу застосувати валврейви проти дорсіанців. У той час як Сьоко щосили намагалася прийняти правильне рішення, Рюуудзі вже прийняв свою долю і намагався вмовити Сьоко, щоб мати впевненість у її здатності як лідера, перш ніж його уб'ють. Загинув від вогняної хвилі, коли Валврейв Токісіми знищив дорсанців і зняв їхню блокаду на шляху модуля 77 на Місяць.

### Інші
- Піно (яп. ピノ)

Таємнича дівчина, яка з'являється у ролі програми-гіда на Валврейві I. Вона присутня тільки у кібернетичній машині Харуто та має сильний контроль над ним. У кінці епізоду 12 показано, що Піно має старшого брата.
- Джін Хіномото (яп. 陽本 ジン)

Один із центральних персонажів ранобе Valvrave the Liberator: Undertaker. Відчуває ревнощі до свого однокласника Харуто через його здатність контролювати Валврейв. Стає пілотом Kagerou, юніта на основі Valvrave II, а потім і Valvrave.
- Нао Ота (яп. 於保多 ナオ)

Одна з центральних персонажів ранобе Valvrave the Liberator: Undertaker. Красива та популярна 17-річна студентка другого курсу, якій не вистачає впевненості в собі. Пілот Кагероу, а потім Valvrave.
- Гох Нідзікава (яп. 虹河 ゴウ)

Персонаж Undertaker. Друг дитинства Джина та частина екіпажу обслуговування валврейвів.

## Термінологія
Дорсіанська Федерація Військового Договору (англ. Dorssia Military Pact Federation), скор. Дорсія (англ. Dorssia) — одна з двох наддержав у світі Kakumeiki Valvrave з авторитарним режимом. Розпочалася, як військовий союз, що переріс у могутній альянс, поки не стала Дорсіанською Федерацією. Проводить вкрай агресивну зовнішню політику, яка призвела до вторгнення у Джіор і два роки до цього спричинила Новогвінейський конфлікт. Намагається зупинити «модуль 77» (пізніше — Новий Джіор) досягнути нейтральної території Місяця, виступає проти визнання незалежності Нового Джіора. Уряд Дорсії, як і його суперник СШАК, є маріонеткою в руках Магіуса.
Федерація керується де-юре демократично обраним канцлером, проте де-факто нагадує військову диктатуру. Присутня також Королівська родина, яка не володіє якимось рейтингом, тому є багато непорозумінь між роялістами і канцлером. Дорсіанська Федерація включає у себе Німеччину, Росію та всі народи між Північною Африкою, Близьким Сходом, Центральною Азією та Монголією.
Валврейви (англ. Valvraves) — група потужних машин, механічних організмів, які були виявлені в «Модулі 77» держави Джіор. Валврейви створені в рамках «проекту VVV», спеціальний план розвитку зброї, яка може поодинці знищити ворожий космічний флот, попри свій нейтральний статус. Перша гуманоїдна зброя, оснащена «предстоятелем кадрів» (англ. Primate Frame). Двигуни, які знаходяться всередині кожного з валврейвів, функціонують на основі т. зв. «рун», особливих часток, які поки що невідомі світовій науці, іншій формі енергії, ніж у СШАК і Дорсії. Ця сила дозволяє валврейвам рухатися та живить їх зброю, виступає в ролі установки, що проявляється у вигляді червоного світла.
Відомо, що до технології «Валврейв» причетний Каїн, що викликало чутки, що позаземні технології (або форми життя) використані в її створенні. Крім звичайного англомовного трактування «Valvrave» — valve — «клапан» і rave — «бушувати» — слово є абревіатурою від англ. VAmpire Link Vessel Rune Activate Vital Engine. Емблема на броні Valvrave зображує триногого ворона.
Кожний валврейв володіє особливою операційною системою, проте перед кожним гіпотетичним пілотом на екрані інтерфейсі постає запитання: «Ви хочете відмовитися від людської сутності?» Якщо людина відповість «ні» (або, якщо запитання залишиться без відповіді) валврейв рухатися не буде. Щоб стати пілотом людина повинна відповісти «так» і тоді вона буде перетворена в «магіуса», що надасть їй таємничі регенеративні здібності, можливість передачі свідомості в тіла інших людей під час кусання їх голої шкіри. Інтерфейс же першого валврейва має у розпорядженні унікальну програмну аватару, що показує красиву загадкову дівчину.
Інші пілоти, які намагатимуться пілотувати валврейвів, якщо останні вже мають пілотів, будуть убиті всередині меха смертельною ін'єкцією.

## Медіа

### Аніме
Аніме-серіал створила студія Sunrise. Режисер — Кьо Мацуо, сценарист — Ічіро Окоучі, автор дизайну персонажів — Кацура Хосіно. Прем'єра першого сезону відбулася на MBS 12 квітня, другого — 3 жовтня 2013-го. Аніме-серіал ліцензований у Північній Америці Aniplex of America та випущений з англомовними субтитрами Crunchyroll і Hulu.

### Ранобе
Адаптація у вигляді ранобе почалась у липні 2013 р., серіалізація відбувається у журналі Dengeki Hobby Magazine. Автор — Йомодзі Отоно, ілюстратор — Yūgen.

### Музика
Опенінг «Preserved Roses» виконує Нана Мідзукі спільно з T.M.Revolution, перший ендінг «Boku Janai (яп. 僕じゃない;Це не я)» — angela (епізоди 2-6), другий «Soba ni Iru yo» (яп. そばにいるよ) — ELISA (епізод 7). Інші пісні: «Boku Janai (яп. 僕じゃない;Це не я)» — angela (епізод 12), «Can you save my heart?» — Момоке Канаде (епізод 6), «Good luck for you» — Нарука Томацу (епізод 5), «Mothere land» — Юука Нанрі, (епізод 8), «Preserved Roses» — Нана Мідзукі і T.M.Revolution (епізод 7).

## Критика
Рейтинг аніме на World Art — 8.0/10.

### Критика
- Аналогії в аніме на Russia in anime [Архівовано 5 березня 2016 у Wayback Machine.] (рос.)
- First Impressions — Kakumeiki Valvrave (англ.)

| аніме і манґа | Це незавершена стаття про аніме та манґу. Ви можете допомогти проєкту, виправивши або дописавши її. |